# Esparreguera
Esparreguera (em catalão e oficialmente) ou Esparraguera (em castelhano) é um município da Espanha, na comarca de Baix Llobregat, província de Barcelona, comunidade autónoma da Catalunha. Tem 27,47 km² de área e em 2021 tinha 22 358 habitantes (densidade: 813,9 hab./km²).